# Mini, mini, mini.../E voi, e voi, e voi...
Mini, mini, mini.../E voi, e voi, e voi... è il secondo singolo del cantante italiano Gene Guglielmi, pubblicato nel 1967 dall'etichetta CAR Juke Box.

## Tracce
1. Mini, mini, mini... (testo: Gene Guglielmi – musica: Jacques Dutronc, Jacques Lanzmann)
2. E voi, e voi, e voi... (testo: Gene Guglielmi – musica: Jacques Dutronc, Jacques Lanzmann)